# Estación Ana Rosa
Estación Ana Rosa es una estación de intercambio del Metro de la ciudad Brasileña de São Paulo. 
Realiza la conexión de la Línea 1-Azul con la Línea 2-Verde. 
La estación de la Línea 1-Azul fue inaugurada oficialmente el 17 de febrero de 1975, y la de la Línea 2-Verde fue inaugurada el 12 de setiembre de 1992. 
Posee acceso para personas portadoras de discapacidades físicas gracias a la utilización de la plataforma de elevación inclinada. La estación está conectada con una Terminal de Ómnibus Urbano y estacionamiento.

## Salidas
La estación Ana Rosa posee tres salidas:
- Una de ellas es la salida que da para la calle Vergueiro lado impar.
- Otra de ellas es la salida que da directamente para la terminal de ómnibus urbanos. (Esta salida cuenta con plataforma de ascensor).
- Existe también otra salida que da para la Avenida Conselheiro Rodrigues Alves (final de la misma), cercano al cruce con la calle Domingos de Morais.

## Demanda media de la estación
La estación tiene un número de entradas de 37 mil pasajeros por día, siendo que 33 mil de estos van para la Línea 1-Azul, y los apenas seis mil restantes, escogen la Línea 2-Verde.

## Características
Estación subterránea de conexión de la Línea 1-Azul y de la Línea 2-Verde.
Compuesta por entrepiso de distribución y una plataforma central para cada línea con estructura en concreto aparente. 
Capacidad de hasta 40 000 pasajeros por día.
Área construida de 9220 m² (Línea 1-Azul) y 6.013 m² (Línea 2-Verde).

## Líneas de SPTrans
Líneas de la SPTrans que salen de la Estación Ana Rosa de Metro:
| Línea   | Destino                |
| ------- | ---------------------- |
| 175P/10 | Edu Chaves             |
| 375N/10 | Metro Bresser          |
| 476G/41 | Vila Industrial        |
| 675N/10 | Terminal Santo Amaro   |
| 677A/10 | Terminal Jardim Ângela |
| 695V/10 | Terminal Capelinha     |
| 7710/10 | Terminal Guarapiranga  |
| 775P/10 | Jardim Guarau          |
| 875P/10 | Metro Barra Funda      |
| 917M/10 | Morro Grande           |
| 917M/31 | Morro Grande           |
| 975A/10 | Vila Brasilândia       |

## Alrededores[3]
- Facultad e Conservatorio Marcelo Tupinambá
- Colegio Bandeirantes
- Colegio Etapa
- Colegio Benjamin Constant[4]
- Iglesia Bautista del Pueblo
- Iglesia Bautista de Vila Mariana
- Iglesia Evangélica Árabe de São Paulo
- Iglesia Mesiánica Mundial de Brasil - Sede Central
- Iglesia Presbiteriana Smyrna Coreana de Brasil
- Iglesia Presbiteriana de Vila Mariana
- Iglesia Sociedad São Bonifacio
- Iglesia Ana Rosa
- Parroquia Santo Inácio de Loyola
- Iglesia Capela Mosteiro da Visitação
- Casa de Salud Santa Rita[5]
- Hospital Amico
- Hospital Monte Ararat
- Parque da Aclimação
- Rua Doutor José de Queiroz Aranha

## Obras de arte
- "Engates Laterais", Glauco Pinto de Moraes, pintura (1992), tela y tinta a óleo (1,90 x 2,40 m), instalado en la plataforma.
- "Figuras", Lygia Reinach, escultura (1992), barro quemado, 80 piezas de 1,70 m de altura, instaladas en el entrepiso.
- "A Sagração da Primavera", Luiz Gonzaga Mello Gomes, panel/escultura (1999),(2,20 x 4,50 m), instalado en el entrepiso.

## Tabla
| Sigla | Estación | Inauguración                                                        | Capacidad                  | Integración                                                          | Plataformas | Posición    | Comentarios                                  |
| ----- | -------- | ------------------------------------------------------------------- | -------------------------- | -------------------------------------------------------------------- | ----------- | ----------- | -------------------------------------------- |
| ANR   | Ana Rosa | 17 de febrero de 1975 (Línea 1) y 12 de setiembre de 1992 (Línea 2) | 40 mil pasajeros hora/pico | Entre las Líneas 1-Azul y 2-Verde, y con el Bilhete Único de SPTrans | Centrales   | Subterránea | Estación con estructura de concreto aparente |